# Korean Fried Chicken
Pour plus de détails, voir Fiche technique et Distribution.
Korean Fried Chicken (hangeul : 극한직업 ; RR : Geukan jigeop ; litt. « Un travail extrême ») est une comédie sud-coréenne réalisée par Lee Byeong-heon, sortie en 2019.
Elle totalise plus de 16 millions d'entrées au box-office sud-coréen de 2019, ce qui en fait le 2e plus gros succès du box-office en Corée du Sud.

## Synopsis
Une brigade anti-drogue composée de cinq policiers tente de démanteler une organisation criminelle et ses membres se mettent en couverture pour cela. Ils commencent à travailler comme employés d'un restaurant de poulet, mais celui-ci devient soudainement très populaire grâce à la recette d’un des membres de l’équipe, et en raison de ce succès inattendu de l'établissement, les policiers se retrouvent dans une situation improbable.

## Fiche technique
- Titre : Korean Fried Chicken
- Titre original : 극한직업 (Geukan jigeop)
- Titre américain : Extreme Job
- Réalisation : Lee Byeong-heon
- Scénario : Bae Se-young
- Montage : Nam Na-yeong[1]
- Photographie : Noh Seung-bo
- Société de production et distribution : CJ Entertainment[1]
- Pays d’origine :  Corée du Sud
- Langue originale : coréen
- Format : couleur
- Genres : comédie, action et policier
- Durée : 111 minutes
- Date de sortie :
  - Corée du Sud : 23 janvier 2019

## Distribution
- Ryoo Seung-ryong : Go, le chef de la brigade
- Lee Hanee : Jang
- Lee Dong-hwi (en) : Young-ho
- Jin Seon-kyu : Ma
- Gong Myoung (en) : Jae-hoon
- Shin Ha-kyun : Lee Moo-bae
- Oh Jung-se : Ted Chang
- Kim Eui-sung : le commissaire de police

## Accueil
Deux jours après sa sortie, le film cumule 720 000 entrées. Le 25 janvier 2019, trois jours après sa sortie, Extreme Job dépasse le million de spectateurs, ce qui en fait la comédie sortie en janvier la plus rapide à atteindre ce palier en Corée (à égalité avec Luck Key). Peu de temps après, le 26 janvier 2019, le film atteint les 2 millions de spectateurs et bat le record de la comédie le plus rapide à atteindre la barre des 2 millions en seulement quatre jours. Les détenteurs du record précédent, Miracle in Cell No. 7 et Miss Granny, avaient mis six jours à y parvenir.
Le film continue son ascension, atteignant la barre des 3,1 millions d'entrées en cinq jours, à un rythme plus rapide que les films précédents qui avaient atteint les 10 millions de spectateurs, tels que Veteran et The Thieves, qui avaient mis six jours à atteindre les 3 millions d'entrées. Le film bat également le record de vente de billets en une seule journée, détenu auparavant par Along With the Gods : Les Deux Mondes avec 916 652 entrées le 1er janvier 2018.
En tête du box-office national pendant neuf jours consécutifs depuis sa sortie le 23 janvier, le film dépasse les 5 millions d'entrées le 1er février, bien au-delà de son seuil de rentabilité de 2,3 millions d'entrées.